# Québec City Jean Lesage nemzetközi repülőtér
A Québec City Jean Lesage nemzetközi repülőtér (IATA: YQB, ICAO: CYQB) Kanada egyik nemzetközi repülőtere, amely Québec közelében található. Éves utasforgalma 1 174 321 fő (2022).

## Futópályák
A repülőtér futópályái:
- 06/24 (9000 ft, 2743 m, 150 ft, aszfaltbeton)
- 11/29 (5700 ft, 1737 m, 150 ft, aszfaltbeton)

## Forgalom
Az utasforgalom az elmúlt években az alábbi módon változott:
| Utasok száma | 672 829 | 610 568 | 793 735 | 899 612 | 1 190 088 | 1 342 840 | 1 584 713 | 1 670 880 | 535 111 | 1 174 321 |
|              | 2000    | 2002    | 2005    | 2007    | 2010      | 2012      | 2015      | 2017      | 2020    | 2022      |